# アラクネー

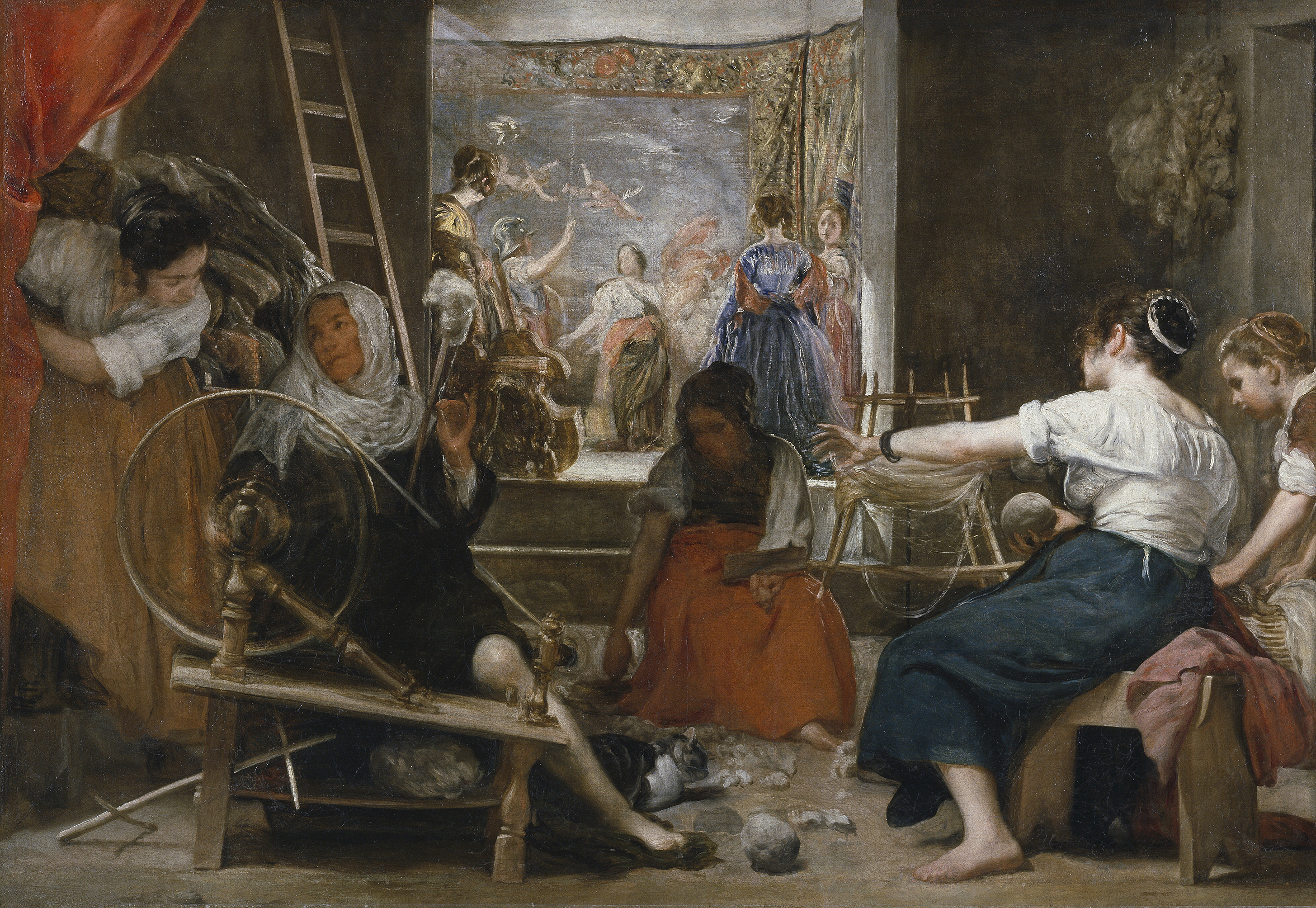
ディエゴ・ベラスケス画『アラクネの寓話（織女たち）』（1657年頃）マドリッド、プラド美術館所蔵

アラクネー（古希: Ἀράχνη, Aráchnē）は、ギリシア神話に登場する女性である。リューディアのコロポーンで染織業をいとなんでいたイドモーンの娘。長母音を省略してアラクネとも表記される。

## 神話

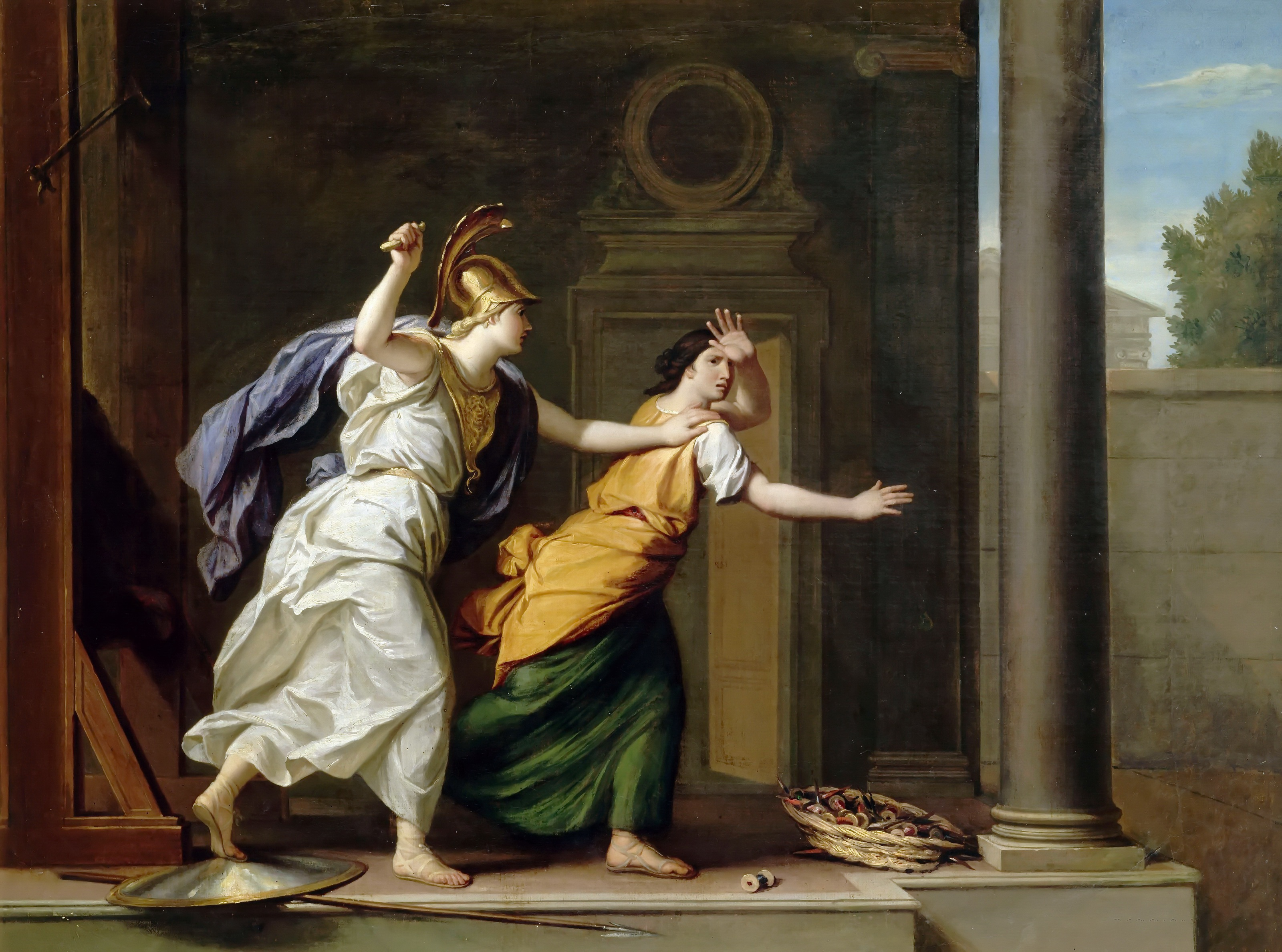
アテーナーとアラクネー（ルネ＝アントワーヌ・ウアス画、1706年、ヴェルサイユ宮殿所蔵）

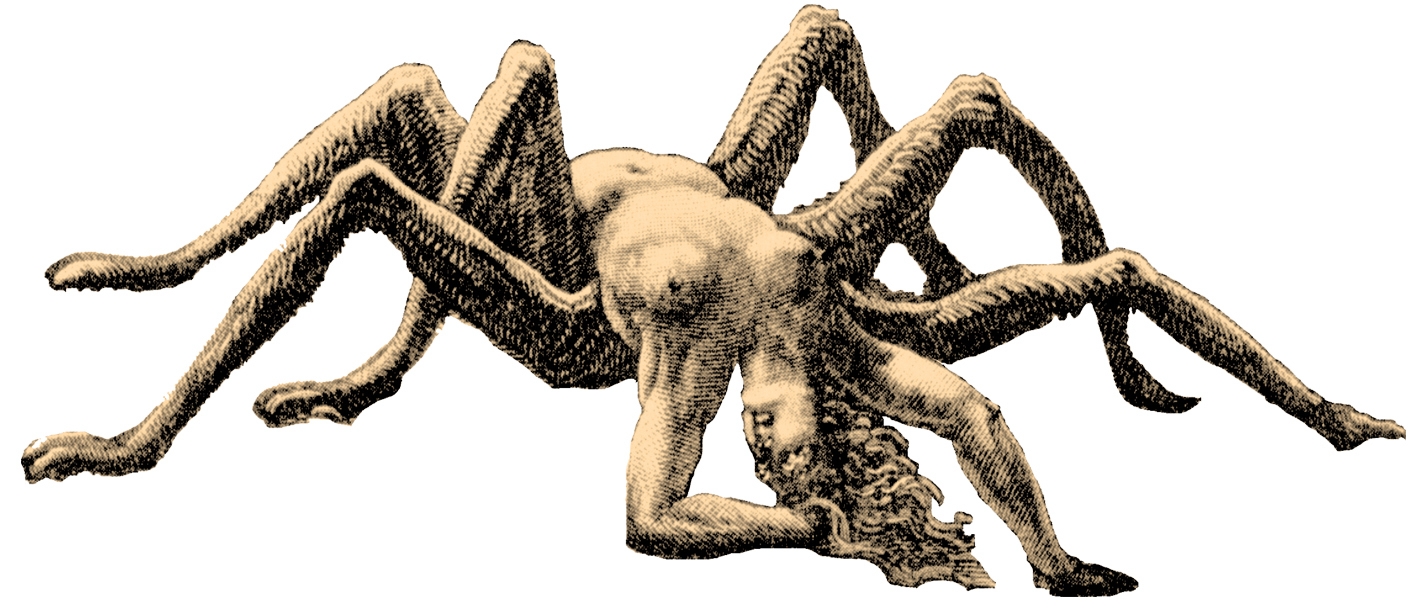
ダンテ『神曲』に登場するアラーニェの彫像。ギュスターヴ・ドレによる

『変身物語』によればアラクネーは優れた織り手で、その技術は機織りを司るアテーナーをも凌ぐと豪語するほどだった。これを耳にしたアテーナーは怒りを覚えたが彼女を諭す為に老婆の姿を借りて神々の怒りを買うことのないように忠告を与えた。しかし、アラクネーはそれを聞き入れずに神々との勝負を望んだ為、女神は正体を表してアラクネーと織物勝負をすることになった。
アテーナーは自身がポセイドーンとの勝負に勝ちアテーナイの守護神に選ばれた物語をタペストリーに織り込んだ。アラクネーはアテーナーの父ゼウスのレーダー、エウローペー、ダナエーらとの浮気を主題にその不実さを嘲ったタペストリーを織り上げた。
アラクネーの腕は非の打ち所のない優れたもので、アテーナーでさえアラクネーの実力を認める程であった。しかし、アテーナーはそのタペストリーの出来栄えに激怒し、アラクネーのタペストリーを破壊してアラクネーの頭を打ち据えた。これに耐えられなかったアラクネーは自縊死を遂げた。
アテーナーは自殺した彼女を哀れみ魔法の草の汁を撒いて彼女を蜘蛛に変えた。
なお、Ἀράχνη （Arachnē、アラクネー）という彼女の名は、ギリシア神話の多くの登場人物と同様、普通名詞を人格化したもので、古代ギリシア語: ἀράχνη(ς) （arachnē(s)）は「蜘蛛」「蜘蛛の巣」を意味する単語であった。現在、分類学で「クモ綱」を Arachnida と呼んだり、クモ恐怖症を英語で arachnophobia などと言うのは、この語を語根に用いたものである。
ダンテの『神曲』「煉獄篇」では、煉獄山の第一層にて「傲慢」の大罪を戒める例の一つとして、すでに下半身が蜘蛛に変じたアラクネーを写した姿が山肌に彫刻されている（原文の「アラーニェ」の名で邦訳されていることもある）。